# Theatergroep Toetssteen
Theatergroep Toetssteen is een Nederlands theatergezelschap dat gevestigd is in Amsterdam. De theatergroep is in 1968 opgericht door acteur Ben Aerden en hoewel er ook professionele acteurs spelen betreft het amateurtoneel. Vaste speellocatie van Toetssteen is het Amsterdams Theaterhuis op het WG-terrein; eerder speelden ze onder meer in de Doelenzaal, Theater De Engelenbak en de Melkweg.

## Medewerkers
Een selectie van medewerkers die verbonden zijn of waren aan Theatergroep Toetssteen:
- Acteurs: Ben Aerden, Kees Coolen, Ger van der Grijn, Jochum ten Haaf, Mattijn Hartemink en Hedy Wiegner.
- Regie: Peter van Bokhorst, Fred Emous, Erris van Ginkel (artistiek leider 2014-heden), Jan Keja (artistiek leider vanaf 1998), Rosan de Ruiter, Loes van der Staak en Janwillem Slort (artistiek leider 2007-2014).
- Scenario: Ger Beukenkamp, Dick van den Heuvel en Roos Schlikker.